# Cabera andrica
Cabera andrica är en fjärilsart som beskrevs av Louis Beethoven Prout 1932. Cabera andrica ingår i släktet Cabera och familjen mätare. Inga underarter finns listade i Catalogue of Life.